# Edokasteel

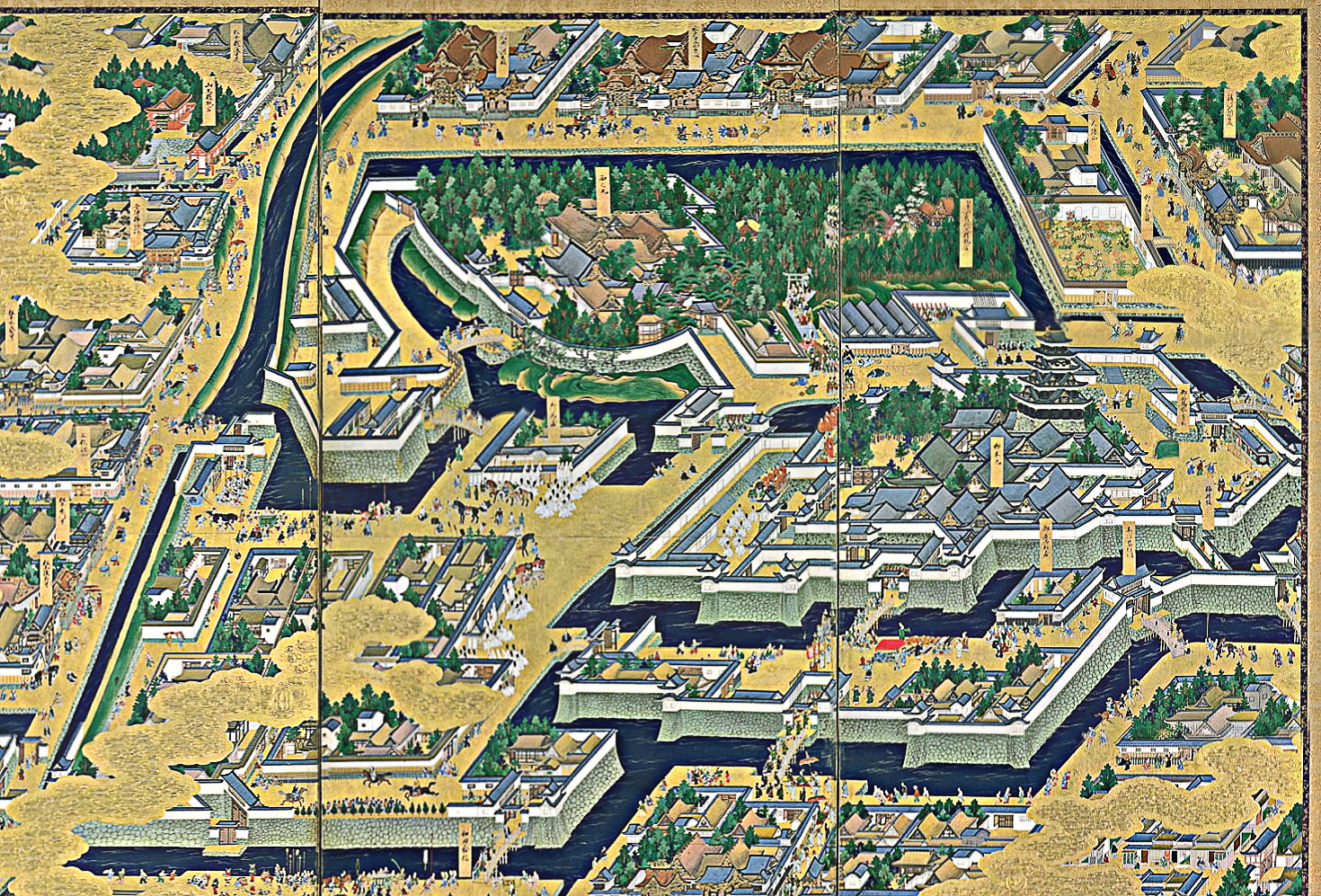
Een afbeelding van het Edokasteel uit de 17e eeuw

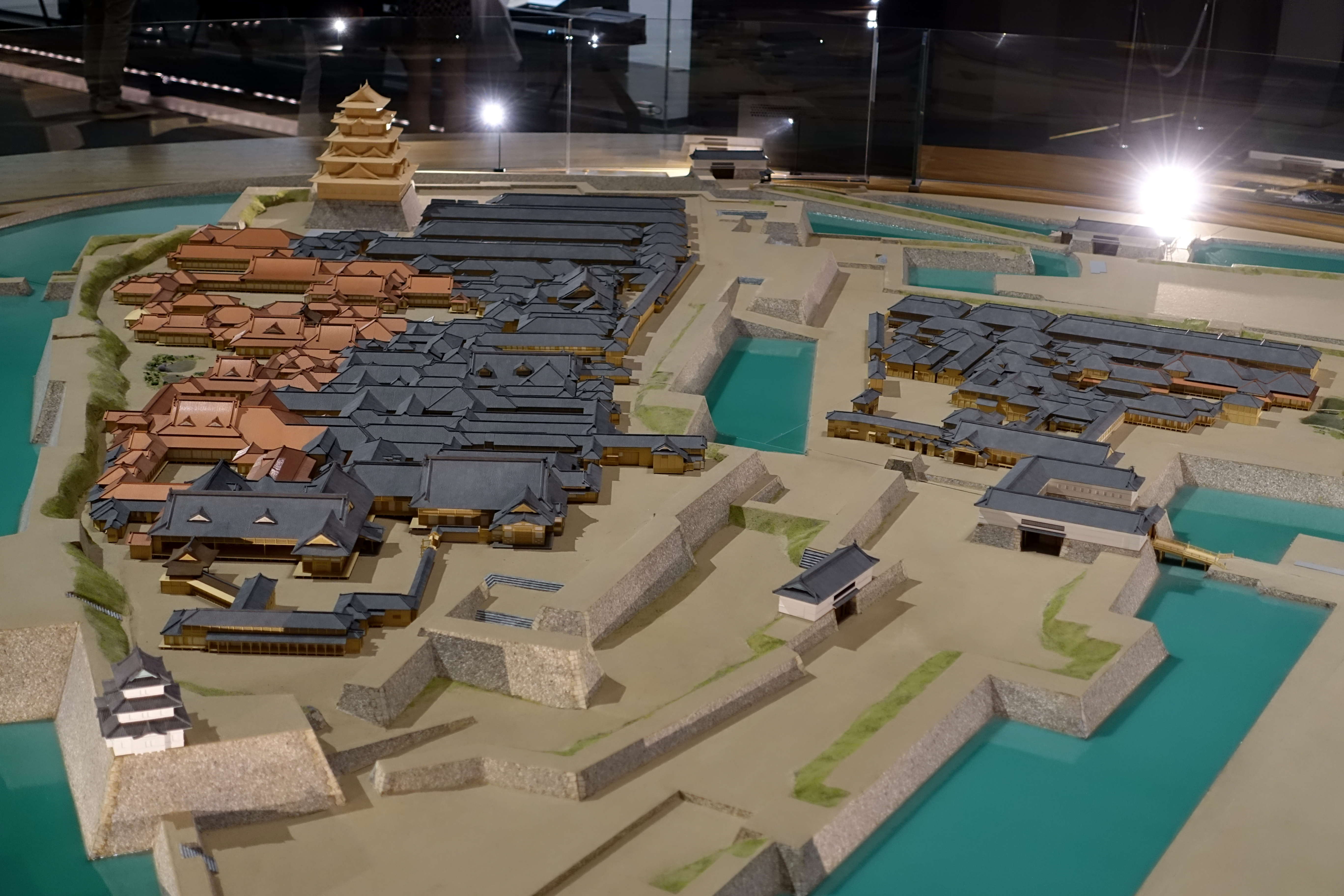
Het kasteel omringt met gebouwen en verdedigingswerken (model in Edo-Tokyomuseum

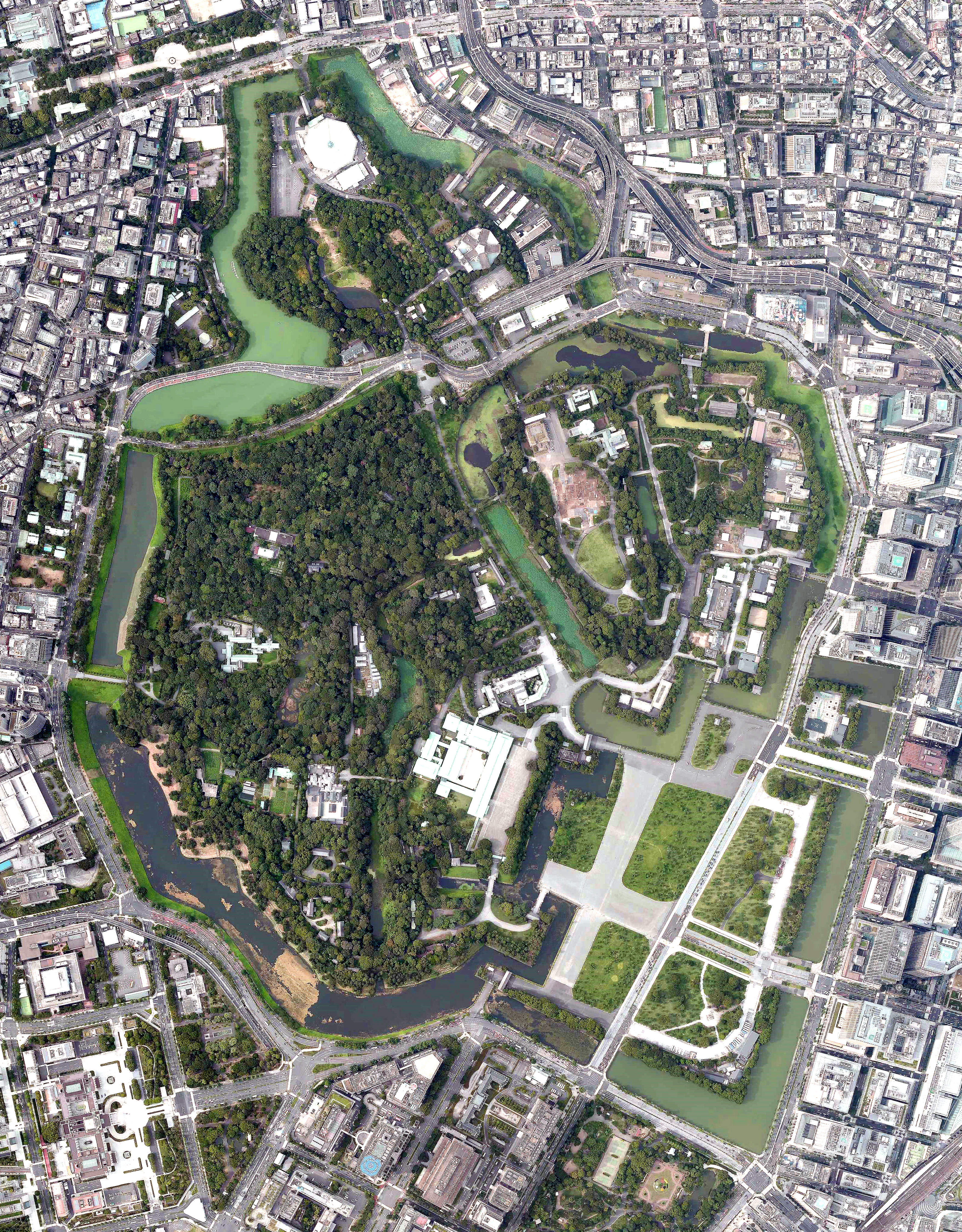
Luchtfoto keizerlijk paleis (2019)

Het Edokasteel is een kasteel in Chiyoda in Tokio, Japan. Het kasteel werd in 1457 gebouwd door Ota Dokan. Door de eeuwen heen is het zowel een machtsbasis, als een keizerswoning geweest.

## Geschiedenis
De eerste bewoner van het kasteel, Oto Dokan, werd in 1486 vermoord en zijn kasteel bleef verwoest achter. In 1590 koos Tokugawa Ieyasu, een man wiens macht steeds groter werd, ervoor om te gaan wonen in het vissersstadje Edo, waar natuurlijk ook het Edokasteel stond. Op 1 augustus 1590 nam Ieyasu bezit van het kasteel. Hij bouwde deze ruïnes om tot een grote, nieuwe burcht.
De zoon van Ieyasu, Tokugawa Hidetada, werd in april 1605 shōgun, een hoge titel in de Japanse cultuur. De zoon moest de basisstructuur van het kasteel versterken. In 1632 overleed Hidetada en hij werd opgevolgd door zijn zoon Tokugawa Iemitsu. Deze liet het kasteel nog verder uitbreiden en in 1640, zo'n 50 jaar na het begin van de werken aan het kasteel, was het werk voltooid. 
Het kasteel was ingedeeld in secties, die door hoge muren van elkaar gescheiden waren. Tussen de secties lagen bruggen die met poorten afgesloten konden worden. Het had een concentrische opbouw, met in het midden de honmaru met het paleis waar de shōgun leefde. Daaromheen lag de ninomaru en die werd weer geheel omsloten door de sannomaru. Hoe dichter men bij het paleis woonde hij belangrijker men was. Het paleis zelf was 44,3 meter hoog. Het stond op een plateau van 20 meter hoog om een eventuele belegering te weerstaan.
Op 2 maart 1657 brandde het Edokasteel af in de Meireki-brand. Drie dagen lang bleef de stad branden waarbij ongeveer 60% van Edo werd verwoest en meer dan 100.000 slachtoffers vielen. De heropbouw duurde meer dan twee jaar.
Sinds de Meiji-restauratie is het kasteel de residentie van de Japanse keizers.